# Sângkê
Sângkê – dystrykt (srŏk) w zachodniej Kambodży, w prowincji Bătdâmbâng. Stanowi jeden z 13 dystryktów tworzących prowincję. W 1998 roku zamieszkiwany przez 106 267 mieszkańców.

## Podział administracyjny
W skład dystryktu wchodzi 10 gmin (khum):
- Anlong Vil
- Norea
- Ta Pon
- Roka
- Kampong Preah
- Kampong Preang
- Reang Kesei
- Ou Dambang Muoy
- Ou Dambang Pir
- Voat Ta Muem

## Kody
- kod HASC[2] (Hierarchical administrative subdivision codes) – KH.BA.SK
- kod NIS[2] (National Institute of Statistics district code) – 0208